# 小行星762
小行星762（Pulcova）是一颗主带小行星。它由格利果利·N·諾伊明于1913年发现，并以靠近圣彼得堡的普尔科沃天文台命名。小行星762的直径大约为137千米，它是一颗C-型小行星，因此它的深色表明它的表面含有碳酸盐。

## 卫星
2000年2月22日，在夏威夷冒纳凯阿火山的加法夏望远镜工作的天文学家们发现了小行星762有一颗卫星。卫星的直径约为15千米，是小行星直径的十分之一，它以半长轴为800千米的椭圆轨道绕小行星762运转，公转周期为4.0天。卫星的视星等相比小行星要暗4等。它也是最早被确认的小行星卫星之一。

## 密度
2000年，莫琳估计小行星762的密度为1.8 g/cm3，这说明它比已知的其他双小行星（例如小行星45和小行星90）更为致密。但是2008年3月的估计表明它的密度只有0.90 g/cm3，说明它可能是由松散的碎石组成，而不是一整块岩石。因为小行星之间的引力太小，目前测定它们密度的最佳方法仍然是测定宇宙飞船飞掠时受引力偏转的大小，因此确定哪项估计更正确是非常困难的。而双小行星为测定引力乃至质量提供了绝佳的机会。目前认为，这类小行星密度应该比水小。